# テロメスタチン
テロメスタチン（telomestatin）は、がん細胞のテロメラーゼ阻害活性を有する大員環化合物である。テロメスタチンはストレプトマイセス属微生物 Streptomyces anulatus から初めて単離された。テロメスタチンは、テロメア領域においてハイブリッド型G-quadruplex（グアニン四重鎖）からのバスケット型G-quadruplex (G4) の形成を促進する。G4構造が形成されると、テロメアの複製を含むテロメラーゼ活性の低下が起こり、結果としてヘイフリック型老化による細胞死が起こる。
天然型テロメスタチンは (R)-体であるが、非天然型の (S)-体の方がテロメラーゼ阻害活性が高い。